# Cormontreuil
Cormontreuil település Franciaországban, Marne megyében. Lakosainak száma 6454 fő (2022. január 1.). Cormontreuil Reims, Taissy és Trois-Puits községekkel határos.

## Népesség
A település népességének változása:
| Lakosok száma | 1602 | 6080 | 5745 | 6238 | 6065 | 6369 | 6524 | 6458 | 6459 | 6454 |
|               | 1968 | 1982 | 1990 | 2006 | 2013 | 2015 | 2017 | 2019 | 2020 | 2022 |